# Ligne de Laveline-devant-Bruyères à Gérardmer
La ligne de Laveline-devant-Bruyères à Gérardmer est une ligne ferroviaire française qui relie Laveline-devant-Bruyères, située sur la ligne d'Arches à Saint-Dié, à Gérardmer. La ligne est entièrement située dans le département des Vosges en région Grand Est.
Elle a été mise en service en 1878, comme ligne d'intérêt local, par la compagnie des chemins de fer des Vosges. Intégrée dans le réseau de l'État, comme ligne d'intérêt général, elle a été rachetée par la Compagnie des chemins de fer de l'Est en 1883. La Société nationale des chemins de fer français (SNCF) l'a fermée à tout trafic en 1988.
Elle constitue la ligne no 063 000 du réseau ferré national. Historiquement, elle constituait la ligne 185 dans l'ancienne numérotation SNCF des lignes de la région Est ou 187 dans l'ancienne numérotation de la Compagnie des chemins de fer de l'Est.

## Histoire

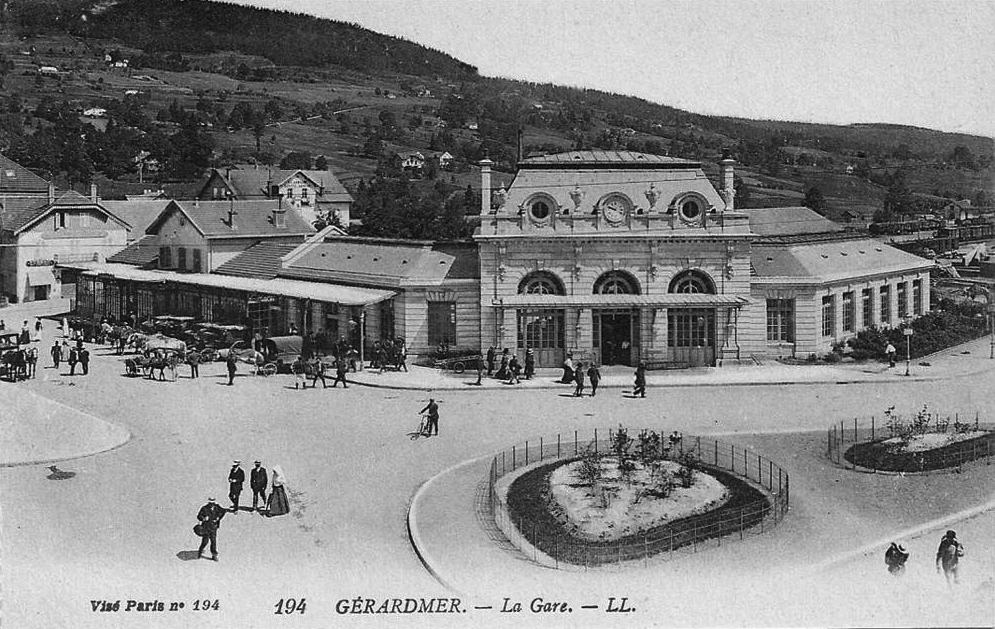
Bâtiment de la Cie de l'Est à Gérardmer, ouvert en 1905 et détruit vers 1950

Cette ligne avait été concédée à titre éventuel, comme chemin de fer d'intérêt local, à la compagnie des chemins de fer des Vosges le 30 août 1869. Le 11 novembre 1871, à la suite d'une nouvelle demande de la compagnie des chemins de fer des Vosges, le conseil général des Vosges a rendu définitive la concession de la section de Laveline à Granges sous réserve de la déclaration d'utilité publique qui est intervenue le 2 mai 1873 Celle de Granges à Gérardmer a été rendue définitive lors de la déclaration d'utilité publique du 3 décembre 1875.
La section de Laveline à Granges a été ouverte à l'exploitation le 11 juillet 1874, tandis que le prolongement sur Gérardmer l'a été quatre ans plus tard, le 28 juin 1878.
La ligne, ainsi que la totalité du réseau de la compagnie des chemins de fer des Vosges, est rachetée par l'État selon les termes d'une convention signée le 18 août 1880 entre le ministre des Travaux publics et la compagnie. Cette convention est approuvée par une loi le 14 avril 1881 qui intègre la ligne dans le réseau de chemin de fer d'intérêt général,.
Par une convention signée le 21 septembre 1881 entre le ministre des Travaux publics et la Compagnie des chemins de fer de l'Est, l'État confie provisoirement l'exploitation de la ligne à la compagnie. Cette convention est approuvée par un décret le 3 octobre suivant.
La ligne est cédée par l'État à la Compagnie des chemins de fer de l'Est par une convention signée entre le ministre des Travaux publics et la compagnie le 11 juin 1883. Cette convention est approuvée par une loi le 20 novembre suivant.
Transférée à la Société nationale des chemins de fer français (SNCF) en 1938, elle a été gérée entre 1997 et 2014 par Réseau ferré de France (RFF). La ligne a été fermée au service des voyageurs et des marchandises le 21 mars 1988.
Elle a alors le statut de ligne neutralisée, sauf le tronçon terminal (entre les PK 16,700 et 17,999, sis sur le territoire communal de Gérardmer) fermé par RFF le 13 décembre 2011. La section restante (entre les PK 0,170 et 16,700) est à son tour fermée le 24 février 2017, par décision du conseil d'administration de SNCF Réseau, après avis favorable de la Région Grand Est le 1er juillet 2016 ; toutefois, elle bénéficie d'une demande de maintien dans le domaine public ferroviaire.

## Exploitation
Jusque dans les années 1980 existaient, en saison, des voitures directes de nuit de Paris à Gérardmer (voiture mixte de 1re et 2e classe et voiture couchette des deux classes) acheminées entre Paris et Nancy par un express de Paris-Est à Strasbourg et Vienne et un train direct de jour de Paris à Gérardmer.
À la même époque, hors saison, la relation de Paris à Gérardmer pouvait se faire par l'emprunt d'un express nocturne de Paris à Nancy en correspondance avec un train de Nancy à Épinal lui-même en correspondance avec un autorail express d'Épinal à Gérardmer, seule relation journalière.

## Projets
À l'été 2008, un cabinet d'expertise mandaté par RFF a étudié, en concertation avec la région et la mairie de Gérardmer, les conditions de réouverture de la ligne. Le coût des travaux est estimé à 30 millions d'euros.
L'association TG2V, pour "Train Gérardmer Vologne Vosges", milite pour la réouverture de la ligne, qui pourrait éventuellement être exploitée avec un train à hydrogène.